# Thelasiinae
De Thelasiinae (ook wel Thelasinae) vormen een subtribus van de Podochileae, een tribus van de orchideeënfamilie (Orchidaceae).
De naam is afgeleid van het geslacht Thelasis.
De subtribus omvat zes geslachten met ongeveer 300 soorten epifytische orchideeën met of zonder pseudobulben, dikwijls vlezige bladeren in twee rijen langs de stengel, kleine bloemen in een laterale bloeiwijze, een kort gynostemium met of zonder voet, een rechtopstaande meeldraad met 4 of 8 pollinia met een gemeenschappelijk, lang tot zeer lang caudiculum, en een stempel met een duidelijk viscidium. Ze zijn afkomstig uit tropisch Azië en Australazië.

## Taxonomie
De taxonomie van deze groep is vastgelegd door Dressler in 1993 en omvatte toen zes geslachten. Het geslacht Oxyanthera is nadien afgescheiden van Thelasis zodat er nu zeven geslachten zijn opgenomen:
- Geslachten:
  - Chitonanthera
  - Octarrhena
  - Oxyanthera
  - Phreatia
  - Rhynchophreatia
  - Ridleyella
  - Thelasis